# Quingentole
Quingentole (Quingéntuli in dialetto basso mantovano) è un comune italiano di 1 038 abitanti della provincia di Mantova in Lombardia. Da febbraio 2014 al 2018, con i comuni di Pieve di Coriano, Revere, San Giovanni del Dosso, San Giacomo delle Segnate, Schivenoglia e Villa Poma, ha fatto parte dell'Unione dei comuni Isola Mantovana.

## Geografia fisica
Il territorio comunale è esteso sulla riva destra del fiume Po, poco a valle della confluenza col fiume Secchia.

## Origini del nome
Vi sono diverse ipotesi sull'origine del nome Quingentole:
- come derivato da quingenti, "cinquecento", identificativo della superficie originale del luogo, così come per i toponimi di Trecenta, Nonantola, Quarantoli,
- da quinque, "cinque", in riferimento alla distanza in miglia dalla Via Aemilia Altinatis, via che univa Ostiglia a Quarantoli,
- da quinque gentes, "cinque famiglie".

## Storia
Quingentole è un centro dell'Oltrepò mantovano ed è situato presso l'argine destro del Po. Nel 977 la città fu donata dall'imperatore Ottone III al vescovo di Mantova. In seguito passò ai Gonzaga che scelsero di mettervi a capo un loro rappresentante. 
Dopo la morte della contessa Matilde di Canossa, Mantova come quasi tutte le realtà sul territorio, si eresse a libero Comune.
In questo periodo di grandi cambiamenti, il territorio denominato "Isolato di Revere" (che vedeva come due baluardi estremi Sermide e Quingentole) passò ufficialmente sotto la guida di Reggio.
Modenesi e Reggiani iniziarono una grande azione di fortificazione costruendo Forti e Castelli.
Il primo a Revere in località Santa Mostiola, il secondo a Mirasole di San Benedetto Po. Alla richiesta Mantovana di cessazione dei lavori, Modenesi e Reggiani risposero stanziando soldati sul territorio e intensificando i lavori di costruzione. Azione che fece adirare Mantova, che poche settimane più tardi, con un contingente armato e passando il Po all'altezza di Revere, conquistò la fortezza respingendo i Modenesi e ne intensificò i lavori di costruzione e ultimazione, dedicandosi successivamente alla conquista a oriente fino a Burana e a occidente fino a Quistello, inglobando Quingentole.
La pace si raggiunse nei mesi successivi con la cessazione dei due isolati di Revere e di San Benedetto Po sotto il potere ufficiale di Mantova.
Il 15 luglio 1708, dopo la morte di Carlo Gonzaga nel suo esilio a Padova, la guerra contro l'Austria finì e il territorio passò ufficialmente sotto il dominio di Leopoldo e Giuseppe d'Austria, che già ne avevano dichiarato la proprietà il 20 Maggio 1701 e il 30 Giugno 1708 tramite le loro sentenze.
A Quingentole nel 1710 si installarono stabilmente le truppe Prussiane e nel 1711 anche le milizie dei reggimenti del Principe di Vandemont. Truppe straniere che rimasero sul territorio Mantovano fino all'unificazione del 1ºOttobre 1866 per opera dei Savoia.
Al giorno d'oggi la città, oltre ai fasti dell'epoca rinascimentale è un centro agricolo all'avanguardia. Si coltivano cereali, ortaggi, alberi da frutto e foraggio per l'allevamento di bovini e suini, ma ci sono anche alcune aziende attive nel settore dell'abbigliamento.

### Simboli
Lo stemma e il gonfalone sono stati concessi con decreto del presidente della Repubblica del 2 luglio 2002.
Il gonfalone è un drappo di bianco.

## Monumenti e luoghi d'interesse
Gli edifici storici principali sono:
- la Gran Casa del Sole, affacciata sull'ampia piazza, un tempo palazzo dei vescovi di Mantova ed oggi palazzo municipale,
- la chiesa parrocchiale di San Lorenzo, con due leoni in marmo rosso tardo trecenteschi sul sagrato, dirimpetto al palazzo municipale,
- l'oratorio della Beata Vergine di Loreto, in località San Lorenzo, un tempo con pianta molto più ampia dell'attuale[9].

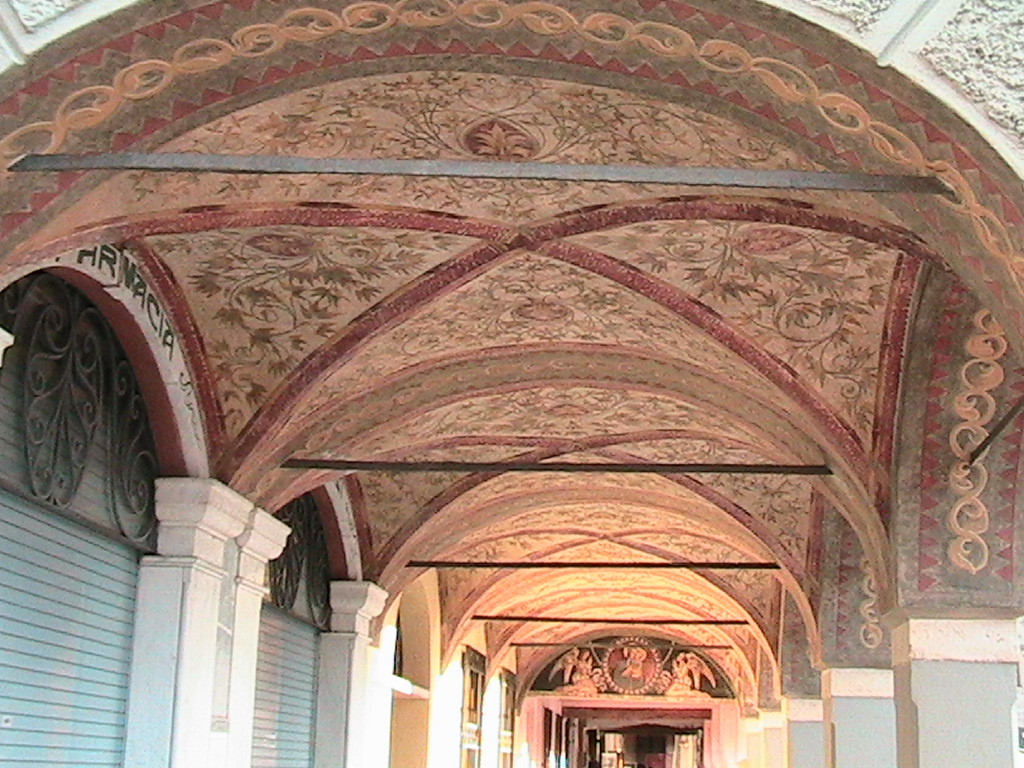
Affreschi dei portici

### Aree naturali
- Parco delle Golene Foce Secchia

## Società

### Evoluzione demografica
Abitanti censiti

## Geografia antropica

### Località e Corti di Quingentole
Nomi di località e di corti nel comune di Quingentole: Sabbioncello (sede dell'impianto idrovoro omonimo del Consorzio della Bonifica Burana Leo Scoltenna Panaro), Graffagnana, Collegate, la Fioria, Le Teste, Parerolo, San Lorenzo, Fienili Savoia, Palazzetto, Boaria.

## Economia
L'economia della zona è basata prevalentemente sull'agricoltura, sulla zootecnica e sulle produzioni ad esse correlate. Inoltre sono presenti alcune aziende nel campo della moda.

## Amministrazione
| Periodo | Periodo   | Primo cittadino    | Partito                   | Carica  | Note |
| ------- | --------- | ------------------ | ------------------------- | ------- | ---- |
| 1995    | 1999      | Alberto Manicardi  |                           | Sindaco |      |
| 1999    | 2004      | Marino Grecchi     |                           | Sindaco |      |
| 2004    | 2014      | Alberto Manicardi  |                           | Sindaco |      |
| 2014    | 2019      | Anna Maria Caleffi |                           | Sindaco |      |
| 2019    | in carica | Luca Perlari       | Lista civica "Collettivo" | Sindaco |      |